# Emmanuel Scheffer
Emmanuel Scheffer (in ebraico: עמנואל שפר; 1º febbraio 1924 – 28 dicembre 2012) è stato un allenatore di calcio e calciatore israeliano.
Nella sua carriera da allenatore ha allenato in due diversi periodi la Nazionale di calcio d'Israele.

## Biografia
Nato in Germania, si trasferisce all'età di undici anni insieme alla famiglia prima in Polonia e poi in Francia e all'età di sedici anni fugge in Russia. Una volta tornato a Breslavia in Polonia, dopo la seconda guerra mondiale, creò un club per soli calciatori ebraici ma il club non fu mai riconosciuto dal Regime Comunista e così si trasferì in Israele nel 1950 per continuare la sua carriera da calciatore professionista.
Il 28 dicembre 2012, muore all'età di 88 anni.

## Carriera

### Club

#### Giocatore
Ha militato sia nell'Hapoel Haifa e sia nell'Hapoel Kfar Saba.

#### Allenatore
È stato allenatore della Nazionale di calcio d'Israele in due occasioni: dal 1968 al 1970 quando partecipò al Campionato mondiale di calcio "Julies Rimet" avvenuto in Messico nel 1970,e dal 1978 al 1979.

## Palmarès

### Giocatore
- Campionato Israele Seconda Divisione Sud: 1

Hapoel Kfar Saba: 1951-1952

### Allenatore
- Campionato asiatico di calcio Under-19: 4

1964, 1965, 1966, 1967